# Diaconie
De termen diaconie en diaconaat zijn nauw met elkaar verbonden. Het diaconaat omvat het diaconale werk (het 'maatschappelijk werk' van de kerk), terwijl de diaconie de instantie binnen de kerk is die bij uitstek – maar niet uitsluitend – verantwoordelijk is voor het diaconale werk.

## Diaconie in de Nederlandse protestantse kerken
De diaconie is in de Nederlandse protestantse kerken de rechtspersoon van een plaatselijke kerkelijke gemeente, die wordt bestuurd door het College van Diakenen. Dit college verschaft de diakenen van de, onder zijn bestuur, afzonderlijke wijkdiaconieën de middelen om hun ambt uit te oefenen, bijvoorbeeld door behoeftigen financieel te ondersteunen. Het beheer van de diaconie is strikt gescheiden van het beheer van de kerk; het betreft twee verschillende rechtspersonen. De inkomsten van diaconieën bestaan doorgaans onder andere uit collectes tijdens de kerkdienst bestemd voor de diaconie. Het College van Diakenen is verantwoording verschuldigd aan de Algemene Kerkenraad voor wat betreft het werk van de wijkdiaconieën.
Het werk van de diaconie is gebaseerd op het Evangelie volgens Matteüs 25: 35-39 van het Nieuwe Testament in de Bijbel.
In het verleden richtte de diaconie armenhuizen in voor mensen die buiten hun schuld dakloos waren. Ze speelde ook een rol bij het oprichten van protestantse ziekenhuizen. Naast het bieden van individuele hulp door diakenen verstrekken de meeste diaconieën regelmatig giften aan hulpverleningsorganisaties in binnen- en buitenland. De organisatie daarvan ligt voor een groot deel in handen van Kerk in Actie, de (ontwikkelings)hulporganisatie van de Protestantse Kerk in Nederland (PKN).
In buitenlandse protestantse kerken komt een diaconie als afzonderlijk rechtspersoon in een plaatselijke gemeente veel minder vaak voor. In Duitsland bijvoorbeeld is er als rechtspersoon alleen een landelijke diaconie met professionele medewerkers.

## Diaconie in de Rooms-Katholieke Kerk
In de Rooms-Katholieke Kerk wordt de zorg aan hulpbehoevenden meestal niet langer waargenomen door de gewijde diakens. Het liefdadigheidswerk in de plaatselijke parochies, dat lang vooral in handen was van vrouwelijke en mannelijke kloosterorden, is aan het eind van de 20e eeuw voor een belangrijk deel overgenomen door leken. De gewijde diakens zijn in opdracht van de bisschoppen steeds vaker verantwoordelijk voor de viering van de eucharistie, de overige sacramenten en de prediking.

## Uitdrukkingen
- Aan de diaconie vervallen: kerkelijke bedeling nodig krijgen.
- Er is hier veel diaconie: er zijn veel niet-betalenden onder het publiek.